# Liesner Wald
Liesner Wald liegt auf dem Gebiet der Stadt Stadtlohn im Kreis Borken in Nordrhein-Westfalen.
Das Gebiet erstreckt sich nordöstlich der Kernstadt Stadtlohn und nordwestlich des Stadtlohner Stadtteils Büren. Westlich verläuft die Landesstraße L 572 und östlich die A 31.

## Bedeutung
Für Stadtlohn ist seit 2005 ein 205,10 ha großes Gebiet unter der Kenn-Nummer BOR-025 als Naturschutzgebiet ausgewiesen. Das Gebiet wurde unter Schutz gestellt, um eines der größten zusammenhängenden Laubwaldgebiete in Nordrhein-Westfalen zu erhalten und zu entwickeln.
Im Liesner Wald befindet sich die Quelle der Ahauser Aa.